# Šljivansko
Šljivansko är ett samhälle i Montenegro. Det ligger i den centrala delen av landet, 80 km norr om huvudstaden Podgorica. Šljivansko ligger 1 107 meter över havet och antalet invånare är 130.
Terrängen runt Šljivansko är varierad. Runt Šljivansko är det ganska glesbefolkat, med 48 invånare per kvadratkilometer. Närmaste större samhälle är Žabljak, 14,6 km väster om Šljivansko. I omgivningarna runt Šljivansko växer i huvudsak blandskog.